# Трилофос (Солун)
Трилофос (грч. Τρίλοφος) је насељено место у општини Седес у периферији Средишња Македонија, Грчка. Према попису из 2021. године било је 6.557 становника.
Према бугарском географу и историчару, Василу Канчову, у Трилофосу је 1900. године живело 1.000 Грка. Село се раније звало Замбат.